# DC Trident
DC Trident è una squadra di nuoto professionistica con sede a Washington. Il DC Trident gareggia nella International Swimming League (ISL).

## Storia e formazione della squadra
La squadra è stata fondata nel 2019 come parte della stagione inaugurale dell'ISL. Il fondatore e presidente della lega Konstantin Grigorishin ha scelto la medaglia multi-olimpica Kaitlin Sandeno come direttore generale del club.

## Stagione ISL 2019
DC Trident ha gareggiato in tre competizioni durante la prima stagione. La squadra ha concluso al sesto posto assoluto, totalizzando 975 punti e vincendo un totale di 14 gare. Gli uomini e le donne hanno contribuito quasi con lo stesso numero di punti al totale della squadra, con le donne che hanno guadagnato 476 punti e gli uomini che ne hanno guadagnati 463.
Il primo incontro di DC Trident si è svolto dal 5 al 6 ottobre a Indianapolis, Indiana, negli Stati Uniti, dove la squadra ha ottenuto il terzo posto. La competizione successiva si è svolta dal 12 al 13 ottobre a Napoli, in Italia, dove DC Trident ha ottenuto ancora una volta il terzo posto, questa volta di appena mezzo punto.
Il terzo e ultimo incontro della squadra si è svolto dal 16 al 17 novembre, nella città di Washington, DC a College Park. Etichettato dalla lega come "The American Derby", l'incontro ha visto la partecipazione di tutte e quattro le squadre ISL con sede negli Stati Uniti . Seguendo lo schema dei primi due incontri, DC Trident ha superato i New York Breakers per guadagnare il terzo posto.

### Squadra
| DC Trident                 | DC Trident           |
| Men                        | Women                |
| -------------------------- | -------------------- |
| Zach Apple                 | Anika Apostalon      |
| Kevin Cordes               | Emma Barksdale       |
| Abrahm Devine              | Lisa Bratton         |
| Ian Finnerty               | Natalie Coughlin (C) |
| Zane Grothe                | Bethany Galat        |
| Zach Harting               | Sarah Gibson         |
| Tristan Hollard            | Siobhán Haughey      |
| Robert Howard              | Madison Kennedy      |
| Jay Litherland             | Simona Kubová        |
| Cody Miller (vice-captain) | Leah Neale           |
| Giles Smith                | Leiston Pickett      |
| Velimir Stjepanovic        | Quah Ting Wen        |
| Jérémy Stravius            | Remedy Rule          |
| Andreas Vazaios            | Claire Rasmus        |

### Risultati della partita
| Date              | Posizione         | Luogo                                  | Punteggi di Squadra                                                         | Risultati         | MVP                                          |
| Stagione regolare | Stagione regolare | Stagione regolare                      | Stagione regolare                                                           | Stagione regolare | Stagione regolare                            |
| ----------------- | ----------------- | -------------------------------------- | --------------------------------------------------------------------------- | ----------------- | -------------------------------------------- |
| 5–6 ottobre       | Indianapolis      | Indiana University Natatorium          | Energy Standard 539 Cali Condors 457 DC Trident 330.5 Aqua Centurions 300.5 | [ 8 ] [ 9 ]       | Sarah Sjöström ( Energy Standard) 55.5 punti |
| 12-13 ottobre     | Napoli            | Piscina Felice Scandone                | Energy Standard 493 Cali Condors 490.5 DC Trident 322 Aqua Centurions 321.5 | [ 10 ] [ 11 ]     | Caeleb Dressel ( Cali Condors ) 57.5 punti   |
| 15-16 novembre    | College Park      | Università del Maryland - College Park | LA Current 495 Cali Condors 489.5 DC Trident 322.5 NY Breakers 315          | [ 12 ] [ 13 ]     | Caeleb Dressel ( Cali Condors) 61.5 punti    |

### La leggenda del tridente
In commemorazione della loro prima stagione, DC Trident ha annunciato il programma di fumetti e souvenir The Legend of the Trident. Creato in collaborazione con il pluripremiato editore Rantz Hoseley, il fumetto è composto da foto e informazioni sulla squadra e sui suoi membri, insieme a un'esclusiva storia a fumetti scritta dallo scrittore bestseller del New York Times Tony Lee .

## Stagione ISL 2020
DC Trident ha gareggiato nella seconda stagione dell'ISL con un elenco aggiornato del 2020.
DC Trident ha gareggiato negli incontri due, quattro, cinque e sette a Budapest. Durante il loro primo incontro, si sono piazzati terzi con un totale di 350 punti. Nel loro secondo incontro, si sono piazzati quarti con 287 punti. Nel loro terzo incontro, si sono piazzati quarti con 287 punti. Nel loro quarto e ultimo incontro della stagione, si sono piazzati quarti con 256 punti. Il loro totale di 1181 punti li ha collocati al nono posto tra le dieci squadre.

### Squadra
| DC Trident                 | DC Trident            |
| Men                        | Women                 |
| -------------------------- | --------------------- |
| Zach Apple                 | Bailey Andison        |
| Meiron Cheruti             | Emma Barksdale        |
| Tommy Cope                 | Amy Bilquist          |
| Abrahm DeVine              | Kathrin Delmer        |
| Ian Finnerty               | Bethany Galat         |
| Zane Grothe                | Ali Galyer            |
| Zach Harting               | Margo Geer            |
| Mohamed Hassan             | Leah Gingrich         |
| Robert Howard              | Madison Kennedy (C)   |
| Andrew Loy                 | Lindsey Kozelsky      |
| Santana Matheus            | Linnea Mack           |
| Conner McHugh              | Rozaliya Nasretdinova |
| Mark Nikolaev              | Kylee Perry           |
| Jacob Pebley               | Ting Wen Quah         |
| Giles Smith (vice-captain) | Remedy Rule           |
| Velimir Stjepanović        | Miranda Tucker        |

### Risultati
| Date                    | Posizione         | Luogo             | Squadre                                                                  | Risultati         | MVP                                      |
| Stagione regolare       | Stagione regolare | Stagione regolare | Stagione regolare                                                        | Stagione regolare | Stagione regolare                        |
| ----------------------- | ----------------- | ----------------- | ------------------------------------------------------------------------ | ----------------- | ---------------------------------------- |
| 18–19 ottobre (Match 2) | Budapest          | Duna Aréna        | London Roar 609.5 Iron 392.5 DC Trident 350 Aqua Centurions 344          | [ 16 ]            | Ranomi Kromowidjojo ( Iron ) 57 punti    |
| 26–27 ottobre (Match 4) | Budapest          | Duna Aréna        | Cali Condors 610.5 Iron 418.5 NY Breakers 394 DC Trident 287             | [ 17 ]            | Caeleb Dressel ( Cali Condors ) 75 punti |
| 30–31 ottobre (Match 5) | Budapest          | Duna Aréna        | London Roar 499 LA Current 478,5 Tokyo Frog Kings 446.5 DC Trident 287.0 | [ 18 ]            | Tom Shields ( LA Current ) 62.5 punti    |
| 5–6 novembre (Match 7)  | Budapest          | Duna Aréna        | Energy Standard 613 Iron 448 Toronto Titans 391 DC Trident 256           | [ 18 ]            | Emre Sakci ( Iron ) 51 pt                |

## Stagione 2021 dell'ISL
DC Trident parteciperà alla terza stagione dell'ISL.

### Squadra
| DC Trident          | DC Trident                    |
| Men                 | Women                         |
| ------------------- | ----------------------------- |
| Khader Baqlah       | Erika Brown                   |
| Marcin Cieślak      | Kelsi Dahlia                  |
| Kevin Cordes        | Maaike de Waard               |
| Caeleb Dressel (C)  | Kathrin Demler                |
| Nic Fink            | Sherridon Dressel             |
| Townley Haas        | Emily Escobedo                |
| Aleksandr Krasnych  | Hali Flickinger               |
| Kacper Majchrzak    | Molly Hannis                  |
| José Ángel Martínez | Natalie Hinds                 |
| Tomas Peribonio     | Lilly King                    |
| Jesse Puts          | Leonie Kullmann               |
| Justin Ress         | Beata Nelson                  |
| Coleman Stewart     | Marie Pietruschka             |
| Mark Szaranek       | Katerine Savard               |
| Eddie Wang          | Olivia Smoliga (vice-captain) |
| Brodie Williams     | Anastasia Sorokina            |

### Risultati della partita
| Date                       | Posizione         | Luogo                                 | Squadre                                                                           | Risultati         | MVP                                           |
| Stagione regolare          | Stagione regolare | Stagione regolare                     | Stagione regolare                                                                 | Stagione regolare | Stagione regolare                             |
| -------------------------- | ----------------- | ------------------------------------- | --------------------------------------------------------------------------------- | ----------------- | --------------------------------------------- |
| 26–27 agosto (Match 1)     | Napoli            | Piscina Felice Scandone               | Energy Standard 511.5 Toronto Titans 496.5 Aqua Centurions 442.5 DC Trident 311.5 | [ 19 ]            | Sarah Sjöström ( Energy Standard) 60,5 pt     |
| 4-5 settembre (Match 4)    | Napoli            | Piscina Felice Scandone               | Cali Condors 594 LA Current 444.5 Aqua Centurions 375.5 DC Trident 359            | [ 20 ]            | Caeleb Dressel ( Cali Condors ) 112.5 pt      |
| 9-10 settembre (Match 5)   | Napoli            | Piscina Felice Scandone               | Toronto Titans 533 LA Current 453.5 DC Trident 418.5 Iron 374                     | [ 21 ]            | Louise Hansson ( Toronto Titans) 57.5 punti   |
| 23-24 settembre (Match 9)  | Napoli            | Piscina Felice Scandone               | Energy Standard 568 London Roar 457.5 Toronto Titans 380.5 DC Trident 357         | [ 22 ]            | Evgenij Rylov ( Energy Standard) 60.5 punti   |
| 29-30 settembre (Match 11) | Napoli            | Piscina Felice Scandone               | DC Trident 506 Iron 497 NY Breakers 388.5 Tokyo Frog Kings 385.5                  | [ 23 ]            | Ranomi Kromowidjojo ( Iron) 43.5 punti        |
| Playoff                    |                   |                                       |                                                                                   |                   |                                               |
| 11-12 novembre (Playoff 1) | Eindhoven         | Pieter van den Hoogenband Zwemstadion | Cali Condors 534.5 Energy Standard 522 DC Trident 359.5 Iron 340.0                | [ 24 ]            | Il'ja Šymanovič ( Energy Standard) 62.5 punti |
| 18-19 novembre (Playoff 3) | Eindhoven         | Pieter van den Hoogenband Zwemstadion | Energy Standard 583 Toronto Titans 407 Aqua Centurions 390.0 DC Trident 383.0     | [ 25 ]            | Sarah Sjöström ( Energy Standard) 87.5 punti  |
| 25-26 novembre (Playoff 5) | Eindhoven         | Pieter van den Hoogenband Zwemstadion | Energy Standard 539.5 London Roar 498.5 LA Current 390.0 DC Trident 284.5         | [ 26 ]            | Il'ja Šymanovič ( Energy Standard) 83.5 punti |